# Rhynchopyga steniptera
Rhynchopyga steniptera är en fjärilsart som beskrevs av George Francis Hampson 1909. Rhynchopyga steniptera ingår i släktet Rhynchopyga och familjen björnspinnare. Inga underarter finns listade.